# Pramarn Adireksarn
Pramarn Adireksarn (in thailandese ประมาณ อดิเรกสาร, trascrizione IPA: [praʔmaːn adirekˈsaːn]; Saraburi, 31 dicembre 1913 – Bangkok, 20 agosto 2010) è stato un militare e politico thailandese.
Ebbe un ruolo di primo piano nella politica thailandese tra gli anni settanta e gli anni novanta. Fu tra i fondatori del Partito Nazione Thai e venne eletto vice-primo ministro e ministro in diversi esecutivi. Fu uno dei principali responsabili del massacro dell'Università Thammasat del 6 ottobre 1976, che segnò la sconfitta del movimento studentesco ed il ritorno alla dittatura dopo tre anni di governi democraticamente eletti.

## Biografia

### Educazione, carriera militare e famiglia
Dopo aver frequentato la Reale Accademia Militare Chulachomklao, entrò nel distaccamento di artiglieria di Lopburi del Reale Esercito Thailandese. Fu uno dei più giovani ufficiali che in quegli anni arrivò ad avere il grado di maggior generale. Sposò Charoen Choonhavan, figlia del feldmaresciallo Phin Choonhavan e sorella di Chatichai Choonhavan. Grazie a questo matrimonio, divenne membro dell'influente clan Rajakru. Il suocero Phin aveva organizzato il colpo di Stato del 1947 che aveva posto fine al primo periodo di democrazia nel Paese, e l'anno successivo aveva favorito il ritorno a capo del governo del dittatore nazionalista Plaek Phibunsongkhram (detto anche Phibun). Pramarn ebbe con Charoen tre figli, tra i quali il politico e romanziere Pongpol Adireksarn.

### Prima fase della carriera politica
Fu per un periodo direttore di un'azienda statale di trasporti, e nel 1951 divenne vice-ministro dei Trasporti nel gabinetto di Phibun. L'anno successivo fu trasferito al ministero dell'Interno e nel 1953 a quello dell'Industria. Nel 1955 lasciò gli incarichi governativi ma nel 1957 fu eletto alla camera bassa del parlamento come rappresentante del Partito Seri Manangkasila, che si aggiudicò le elezioni di febbraio, ed il capo del governo Phibun lo nominò ministro dell'Industria. Il colpo di Stato del 1957 del feldmaresciallo Sarit Thanarat pose fine alla carriera politica di Phibun. Il cognato di Pramarn Chatichai Choonhavan fu allontanato dalla politica interna e trasferito come ambasciatore in Argentina ed il resto della famiglia, compreso Pramarn, si dedicò a redditizie attività commerciali, soprattutto nel settore tessile. Il clan Rajakru si riappacificò con i vertici politici verso la fine del governo del dittatore Thanom Kittikachorn (1963-1973).

### Seconda fase della carriera politica
Nell'ottobre 1973, tre giorni di imponenti manifestazioni studentesche costrinsero il dittatore Thanom Kittikachorn a rassegnare le dimissioni da primo ministro e a rifugiarsi in esilio a Singapore. Il suo posto fu preso dal giurista Sanya Dharmasakti, posto a capo di un governo civile da re Rama IX, che aveva appoggiato la sollevazione. Per la prima volta dal colpo di Stato del 1947, gli alti gradi dell'esercito rimasero ai margini della formazione governativa del Paese. Il clan Rajakru approfittò della democrazia che si era instaurata e tornò ai vertici della politica, forte dell'influenza che conservava tra la fazione nazionalista della società thailandese nonché della forte posizione economica che si era garantito con l'attività imprenditoriale. Fortemente contrario al movimento studentesco e alla crescente influenza del Partito Comunista, Pramarn iniziò a pianificare il ritorno della dittatura militare.
Nel 1974, Pramarn, il cognato Chatichai Choonhavan e Siri Siriyothin fondarono il Partito Nazione Thai di matrice conservatrice e anticomunista, che entrò subito in conflitto con il movimento studentesco di sinistra. I membri della famiglia Choonhavan ebbero le cariche direttive del partito, che ebbe come principali sostenitori i più ricchi imprenditori della Thailandia centrale, reclutati attraverso i contatti commerciali. Nazione Thai divenne presto il più stabile tra i partiti dell'arco costituzionale. La crisi economica e politica che scosse il Paese in quegli anni spinse Nazione Thai, il progressivo Partito di Azione Sociale ed il Partito di Giustizia Sociale delle destre a formare una coalizione di governo. Primo ministro fu nominato Kukrit Pramoj e a Pramarn furono assegnate le cariche di vice-primo ministro e ministro della Difesa. Con l'acutizzarsi della crisi, la coalizione si sciolse nel gennaio 1976.
In quel periodo, il movimento studentesco era deluso per la gestione del potere da parte dei nuovi governi dopo la vittoria del 1973 e le classi più povere, in particolare i contadini, soffrivano e protestavano per l'aggravarsi delle condizioni economiche del Paese. Le classi abbienti chiedevano misure repressive contro il comunismo, che stava trionfando nei vicini Vietnam, Laos e Cambogia dopo il ritiro delle forze armate statunitensi dalla guerra del Vietnam. La situazione si aggravò ulteriormente con le azioni provocatorie di nuove organizzazioni dell'estrema destra, tra le quali si distinsero il movimento Nawaphon, ed i gruppi paramilitari dei Gaur Rossi e degli Scout del Villaggio, organizzati dall'unità antiguerriglia dell'esercito chiamata Comando Operazioni per la Sicurezza Interna. Anche in seno alle destre si sviluppò uno scontro tra Pramarn e Thawit Klinprathum, leader del Partito di Giustizia Sociale.

### Pianificazione di un colpo di Stato
La grave instabilità della situazione politica indusse l'ammiraglio Sangad Chaloryu, comandante in capo delle forze armate, a pianificare un colpo di Stato. Un altro progetto di colpo di Stato era quello del gruppo che faceva capo a Pramarn, composto da membri della destra del Partito Democratico, conservatori del partito Nazione Thai ed ufficiali del Comando Operazioni per la Sicurezza Interna. Nei mesi che seguirono, le due cospirazioni si svilupparono senza venire a contatto tra loro.
Il Partito Democratico, spalleggiato dagli USA e dal generale Krit Srivara, vinse le elezioni del 1976 e Nazione Thai giunse secondo. Il governo di coalizione fu nuovamente affidato a Seni Pramoj e Pramarn entrò nel nuovo esecutivo con la carica di vice-ministro e ministro dell'Agricoltura. La campagna elettorale era stata particolarmente violenta, venne funestata da 30 omicidi politici ed il partito di Pramarn lanciò lo slogan "la destra uccide la sinistra". Il Partito di Azione Sociale di Kukrit tornò all'opposizione, mentre le sinistre subirono una grande sconfitta. Il generale Krit morì il 28 aprile 1976, una settimana dopo essere stato nominato ministro della Difesa, ed il suo posto fu preso dal generale Tawich Senivansa, alleato di Pramarn.
Fu a questo punto che Pramarn progettò il rientro dall'esilio del dittatore Thanom, sperando di provocare sommosse popolari che gli sarebbero servite da pretesto per realizzare il colpo di Stato. Seni cercò di scongiurare tale eventualità togliendo l'incarico di ministro della Difesa a Tawich, una mossa ampiamente criticata dal ministro dell'Interno Samak Sundaravej, coinvolto nel complotto di Pramarn, che si dimise il seguente 23 settembre.

### Sconfitta del movimento studentesco e restaurazione della dittatura
L'ex dittatore Thanom Kittikachorn arrivò in Thailandia il 19 settembre 1976 e gli studenti si riunirono a protestare per il suo ritorno il 30 settembre nel campus dell'Università Thammasat di Bangkok. L'occupazione dell'ateneo e la protesta si protrassero nei giorni successivi, e nella riunione del gabinetto tenuta alla mattina del 6 ottobre, Pramarn dichiarò che era arrivato il momento di porre fine una volta per sempre al movimento studentesco. Alle prime ore del 6 ottobre la polizia cittadina e i paramilitari di estrema destra sferrarono l'attacco. Gli studenti furono bersaglio dei colpi di arma da fuoco, percossi a morte, impiccati e bruciati in un massacro che si protrasse fino a mezzogiorno. Le cifre rese note dal governo thailandese furono di 46 morti e 167 feriti. Una stima non ufficiale di oltre 100 morti fu fatta dall'associazione di volontari che portarono via i cadaveri.
I responsabili del massacro e i membri delle organizzazioni che li appoggiavano si recarono nel pomeriggio alla sede del governo, dove chiesero ed ottennero le dimissioni del primo ministro Seni Pramoj. Alle 18:30 il Consiglio Nazionale di Riforma Amministrativa, una giunta di ispirazione militare composta da 24 membri e presieduta dall'ammiraglio Sangad Chaloryu, prese il potere. Fu sciolto il parlamento, abolita la costituzione e fu dato il via ad un'ondata di arresti degli attivisti di sinistra. Sangad era stato nominato da Seni ministro della Difesa nel rimpasto di governo del 25 settembre, e la sua giunta impedì il colpo di Stato della fazione di destra più estrema comandata da Pramarn. Due giorni dopo, con l'appoggio della giunta militare, il re nominò primo ministro il presidente della corte suprema Thanin Kraivichien, che formò uno dei più feroci governi filo-monarchici ed anti-comunisti nella storia della Thailandia.

### Dopo il 1976
La giunta di Chaloryu e di Kriangsak Chomanan, vero ispiratore del golpe, monopolizzò la politica del Paese fino al 1980. Pramarn divenne dapprima leader dell'opposizione nel 1978, e nel 1980 fu nominato nuovamente vice-primo ministro nel gabinetto del generale Prem Tinsulanonda, in un periodo in cui il controllo dei militari si limitò alla monopolizzazione del senato. Fu in questi anni, chiamati di semi-democrazia, che le aziende vicine a Nazione Thai e agli altri maggiori partiti trassero immensi profitti sfruttando il potere politico per concludere vantaggiosi affari o per ottenere concessioni su lavori pubblici di primaria importanza. In cambio finanziavano i partiti stessi e in particolare le sempre più dispendiose campagne elettorali.
Nel 1986 lasciò la leadership del Partito Nazione Thai al cognato Chatichai Choonhavan, che vinse le elezioni del 1988 e fu nominato primo ministro, assegnando il dicastero dell'Interno a Pramarn. In virtù di tale carica, il re lo promosse al rango di generale di polizia. Le votazioni segnarono uno spartiacque rispetto alla politica del passato, il potere non fu più incentrato sull'autoritarismo dell'esercito, ma si servì di quest'ultimo per favorire gli interessi dei grandi capitalisti dell'industria e del commercio. Da quel momento in poi, il crescente volume di affari ruotante attorno ai politici portò ad una serie di scandali e tutti e quattro i governi che si succedettero fino al 1997 furono costretti a dimettersi. Nel rimpasto di governo del 1990, Pramarn fu spostato a capo del Ministero dell'Industria, per poi tornare agli Interni nel dicembre dello stesso anno.
Il governo di Chatichai fu travolto da una serie di scandali e venne deposto da un colpo di Stato nel gennaio del 1991. La giunta che lo organizzò, chiamata Consiglio Nazionale per il Mantenimento della Pace, fece confiscare 139 milioni di baht dal conto di Pramarn, accusandolo di essere troppo ricco rispetto agli emolumenti ricevuti da ministro. Tra il 1992 ed il 1994, Pramarn fu nuovamente a capo sia del Partito Nazione Thai che dell'opposizione, e si ritirò poi dalla politica. Morì il 20 agosto 2010 all'età di 96 anni.